# Misumenops rapaensis
Misumenops rapaensis är en spindelart som beskrevs av Lucien Berland 1934. Misumenops rapaensis ingår i släktet Misumenops och familjen krabbspindlar. Inga underarter finns listade i Catalogue of Life.